# نیکلاس لیدستروم
نیکلاس لیدستروم (انگلیسی: Nicklas Lidström؛ زادهٔ ۲۸ آوریل ۱۹۷۰) بازیکن هاکی روی یخ اهل سوئد بود.
وی همچنین برندهٔ جوایزی همچون جام استنلی و تالار افتخارات هاکی شده‌است.